# Gough (Familienname)
Gough ist ein englischer Familienname.

## Namensträger
- Alex Gough (Squashspieler) (* 1970), walisischer Squashspieler
- Alex Gough (Rennrodlerin) (* 1987), kanadische Rennrodlerin
- Alexander Gough (1614–1655), englischer Theaterschauspieler und Autor
- Alfred Gough (* 1967), US-amerikanischer Drehbuchautor und Produzent
- Amy Gough (* 1977), kanadische Skeletonpilotin
- Charles Gough (1693–1774), englischer Seefahrer
- Christina Gough (* 1994), deutsche Cricketspielerin
- Damon Gough (* 1969), britischer Musiker und Songwriter, siehe Badly Drawn Boy
- Darren Gough (* 1970), englischer Cricketspieler
- Denise Gough (* 1980), irische Schauspielerin
- Douglas Gough (* 1941), britischer Astronom
- Hubert Gough (Hubert de la Poer Gough; 1870–1963), britischer General und Armeebefehlshaber im Ersten Weltkrieg
- Hugh Gough, 1. Viscount Gough (1779–1869), britischer Feldmarschall
- Hugh Gough, 3. Viscount Gough (1849–1919), britischer Lord Lieutenant
- Hugh Gough, 4. Viscount Gough (1892–1952), britischer Militär
- Hugh Gough (Bischof) (1905–1997), britischer Geistlicher, Erzbischof von Sydney
- Hugh Henry Gough (1833–1909), britischer General
- Hugh Sutlej Gough (1848–1920), britischer Offizier und Vizegouverneur von Jersey
- Ian Gough (* 1976), walisischer Rugbyspieler
- John Gough (1757–1825), englischer Naturforscher
- Judith Gough (* 1972), britische Diplomatin
- Julian Gough (* 1966), irischer Literatur- und Kinderbuchautor
- Kathleen Gough (1925–1990), britische Anthropologin und Feministin
- Lloyd Gough (1907–1984), US-amerikanischer Schauspieler
- Mary de Lellis Gough (1892–1983), irisch-amerikanische Mathematikerin und Hochschullehrerin
- Mathew Gough (1386/1390–1450), walisischer Söldnerführer
- Michael Gough (Archäologe) (1916–1973), britischer Archäologe
- Michael Gough (Schauspieler) (1916–2011), britischer Schauspieler
- Michael Gough (Synchronsprecher) (* 1956), US-amerikanischer Synchronsprecher
- Michael Gough (Eishockeyspieler) (* 1982), australischer Eishockeyspieler
- Orlando Gough (* 1953), britischer Komponist
- Regan Gough (* 1996), neuseeländischer Radrennfahrer
- Richard Gough (Antiquar) (1735–1809), britischer Antiquar
- Richard Gough (Fußballspieler, 1860) (1860–??), walisischer Fußballspieler
- Richard Gough (Fußballspieler, 1962) (* 1962), schottischer Fußballspieler
- Richard Anstruther-Gough-Calthorpe (1908–1985), britischer Heeresoffizier
- Robert Gough (1580–1624), englischer Schauspieler des Elisabethanischen Theaters
- Somerset Gough-Calthorpe (1864–1937), Admiral der königlich-britischen Marine
- Westley Gough (* 1988), neuseeländischer Bahn- und Straßenradrennfahrer